# NGC 1450
NGC 1450 je galaksija u zviježđu Eridan.

## Vanjske poveznice
- SEDS: NGC 1450